# Liste de pratiques alimentaires
La pratique alimentaire d'un individu est la somme de nourriture et de boissons qu'il consomme habituellement. Les régimes amaigrissants consistent à essayer d'atteindre ou de maintenir un certain poids par le biais d'un régime alimentaire. Les choix alimentaires des personnes sont souvent influencés par divers facteurs, notamment les croyances éthiques et religieuses, les besoins cliniques ou le désir de contrôler son poids.
Tous les régimes ne sont pas considérés comme sains. Certaines personnes suivent un régime alimentaire malsain par habitude plutôt que par un choix conscient de manger malsain. Les termes appliqués à de telles habitudes alimentaires incluent "régime de malbouffe" (junk food) et "régime occidental" (Western diet). Les cliniciens considèrent que de nombreux régimes présentent des risques importants pour la santé et des avantages minimaux à long terme. Cela est particulièrement vrai pour les régimes «miracle» ou «à la mode» - des plans de perte de poids à court terme (en) qui impliquent des changements radicaux dans les habitudes alimentaires normales d'une personne. 

## Régimes végétariens
Le végétarisme est une pratique alimentaire qui exclut la chair animale (viande, poissons, fruits de mer...).
- Fruitarisme : régime principalement composé de fruits crus[3].
- Lacto-végétarisme : régime végétarien qui comprend certains types de produits laitiers, mais exclut les œufs et les aliments contenant de la présure animale[4]. Un régime alimentaire commun aux adeptes de plusieurs religions, y compris l'hindouisme, le sikhisme et le jaïnisme, basé sur le principe d'Ahimsa (ne pas nuire)[5].
- Ovo-végétarisme : régime végétarien comprenant des œufs mais excluant les produits laitiers.
- Ovo-lacto-végétarisme : régime végétarien comprenant des œufs et des produits laitiers[4].
- Végétalisme : outre les abstentions d'un régime végétarien, les végétaliens ne consomment aucun produit d'origine animale, tels les œufs, les produits laitiers ou le miel[2]. L'extension de ce régime à tout un mode de vie est appelée véganisme, qui exclut par exemple le cuir, la laine et tout produit testé sur les animaux.
- Alimentation à base d'aliments complets d'origine végétale : régime végétalien qui favorise les aliments végétaux complets, c'est-à-dire non transformés ou non raffinés.

### Régimes semi-végétariens
- Semi-végétarisme ou flexitarisme : régime principalement végétarien, dans lequel de la viande ou le poisson sont occasionnellement consommés[6].
- Kangatarian : régime originaire d'Australie, autorisant la viande de kangourou, outre les aliments autorisés dans un régime végétarien[7].
- Pesco-végétarisme : régime comprenant du poisson, mais pas de viandes.
- Régime à base de plantes : terme général désignant les régimes dans lesquels les produits d'origine animale ne constituent pas une grande proportion du régime. Selon certaines définitions, un régime à base de plantes est entièrement végétarien ; pour d'autres, il est possible de suivre un régime à base de plantes tout en consommant occasionnellement de la viande[8].
- Régime pollotarien : régime autorisant du poulet ou d'autres volailles, mais pas de viande de mammifères, souvent pour des raisons environnementales, de santé ou de justice alimentaire.
- Régime pollo-pescétarien : régime autorisant la volaille, le poisson et les fruits de mer, mais pas la viande de mammifères.

## Régimes de contrôle du poids
Le désir de perdre du poids est une motivation commune pour changer les habitudes alimentaires, tout comme le désir de maintenir un poids existant. Certains considèrent que de nombreux régimes amaigrissants comportent des risques divers pour la santé et que certains ne sont généralement pas considérés comme efficaces. Cela est particulièrement vrai pour les régimes "miracle" ou "à la mode". Bon nombre des régimes énumérés ci-dessous appartiennent à plus d'une sous-catégorie. Lorsque c'est le cas, cela est noté au début de la description de ce régime.  

### Régimes hypocaloriques
- Jeûne intermittent : alternance de périodes de jeûne et de non-jeûne comme méthode de restriction calorique[9].
- Régime 5:2 : jeûne intermittent popularisé par Michael Mosley en 2012[10].
- Body for Life : régime hypocalorique contrôlé dans le cadre du programme Body for Life de 12 semaines[11].
- Régime de biscuits : régime hypocalorique dans lequel des biscuits faibles en gras sont consommés pour apaiser la faim, souvent à la place d'un repas[12].
- Régime Hacker : régime de contrôle des calories issu de The Hacker's Diet de John Walker. Le livre suggère que pour atteindre et maintenir le poids souhaité, il est essentiel de comprendre et de surveiller attentivement les calories consommées et utilisées.
- Régime Nutrisystem : plan d'amaigrissement de Nutrisystem  qui vend des repas hypocaloriques, avec des ratios spécifiques de graisses, de protéines et de glucides[13].
- Régime Weight Watchers : des points étant attribués aux divers aliments, on peut manger n'importe quel aliment à condition de rester sous la limite quotidienne autorisée en points[14].

#### Régimes très basses calories
Un régime très basse calories autorise moins de 800 calories par jour, nécessitant idéalement la supervision d'un médecin. 
- Régime KE : régime dans lequel la personne s'alimente au moyen d'une sonde d'alimentation sans rien manger de consistant[16].

Les régimes sans calories y sont également inclus.
- Inédie (ou régime respiratoire) : croyance selon laquelle l'alimentation n'est pas nécessaire à la subsistance de l'homme[17], aucun aliment n'est donc consommé dans ce régime.

### Régimes faibles en glucides
- Régime Atkins : pauvre en glucides, popularisé par le nutritionniste Robert Atkins à la fin du XXe et au début du XXIe siècle[18]. Ses partisans soutiennent que cette approche plus efficace pour perdre du poids que les régimes hypocaloriques[19]. Ses détracteurs soutiennent qu'il présente des risques accrus pour la santé[20]. Il comprend quatre phases (induction, équilibrage, réglage précis et maintenance) avec une augmentation progressive de la consommation de glucides au cours des différentes phases[21].
- Régime Dukan : basé sur une consommation élevée de protéines et de glucides, débutant par deux étapes destinées à faciliter la perte de poids à court terme, suivies de deux étapes visant à consolider ces pertes et à revenir à un régime alimentaire plus équilibré à long terme[22].
- Régime Ideal Protein : en quatre phases, composé de plats cuisinés, de protéines, de légumes et d'eau, la quatrième phase consistant à introduire des glucides équilibrés avec des protéines et des lipides.
- Régime Kimkins : après avoir été fortement recommandé, il s'est avéré frauduleux.
- Régime South Beach : mis au point par le cardiologue Arthur Agatston de Miami, qui affirme que pour perdre du poids rapidement et retrouver la santé, il ne faut pas éliminer tous les glucides et les graisses de votre alimentation, mais choisir les bons glucides et les bonnes graisses[23].
- Régime Stillman : pauvre en glucides, antérieur au régime Atkins, autorisant la consommation d'ingrédients alimentaires spécifiques.

### Régimes faibles en gras
- Le régime amidon de McDougall : hypercalorique, riche en fibres et faible en gras. Il est basé sur des sources d'amidons tels que les pommes de terre, le riz, le maïs, le Sorgho et les haricots, excluant les aliments d'origine animale et les huiles végétales ajoutées. John A. McDougall s'appuie sur l'observation historique de nombreuses civilisations à travers le monde qui se sont développées en suivant ce type d'alimentation.

## Régimes miracle
Les régimes miracle et les régimes "à la mode" sont des termes généraux. Ils décrivent les régimes qui impliquent des changements rapides et extrêmes dans la consommation d'aliments, mais sont également utilisés comme des termes désobligeants pour désigner des habitudes alimentaires considérées comme malsaines. On considère souvent que les deux types de régimes présentent des risques pour la santé. Un grand nombre des régimes énumérés ici sont des régimes amaigrissants qui pourraient également figurer dans d'autres sections de cet article. Si tel est le cas, cela sera noté dans l'intitulé du régime. 
- Régime Beverly Hills : régime extrême n'autorisant que des fruits les premiers jours, puis augmentant progressivement les choix alimentaires jusqu'à la sixième semaine[25].
- Régime soupe au chou : régime hypocalorique basé sur une importante consommation de soupe au chou. Considéré comme un régime à la mode[26].
- Régime pamplemousse : ou régime Hollywood ou régime fruits, est un régime à la mode, destiné à faciliter la perte de poids, dans lequel le pamplemousse est consommé en grande quantité au moment des repas[27].
- Régime monodiète : (monotrophic en anglais)  il consiste à ne manger qu'un seul aliment, ou un seul type d'aliment.
- Régime Subway: régime accéléré[28] dans lequel une personne ne consomme que des sandwichs de la chaîne de restauration rapide Subway au lieu de fast-foods riches en calories. Rendu célèbre par l'ancien étudiant obèse Jared Fogle, employé de la chaîne Subway et qui a perdu 245 livres après avoir remplacé ses repas avec des sandwichs Subway dans le cadre d'un effort pour perdre du poids[28].
- Alimentation de type occidental ou Western diet : les aliments les plus couramment consommés dans les pays développés incluent notamment la viande, le pain blanc, le lait et les puddings[29]. Le nom est une référence au monde occidental.

## Régimes de détoxication
Les régimes détox (voir détoxication) impliquent soit de ne pas consommer, soit de tenter d'éliminer des substances considérées comme inutiles ou nocives. Les exemples incluent la restriction de la consommation d'aliments à des aliments sans colorants ni conservateurs, la prise de suppléments ou la consommation de grandes quantités d'eau. Cette dernière pratique a notamment suscité des critiques, car boire beaucoup plus d'eau que les quantités recommandées peut provoquer une hyponatrémie. 
- Régime jus : uniquement à partir de jus de fruits et de légumes, mais dont les effets bénéfiques sur la santé sont contestés[31].
- Master Cleanse : forme de jeûne à base de jus.

## Régimes à base de croyances
Les choix alimentaires de certaines personnes sont influencés par leurs croyances religieuses, spirituelles ou philosophiques. 
- Régime alimentaire bouddhiste : bien que le bouddhisme n'ait pas de règles alimentaires spécifiques, certains bouddhistes pratiquent le végétarisme sur la base d'une interprétation stricte du premier des Cinq Préceptes[32] (voir végétarisme bouddhique), et s'abstiennent d'alcool sur la base du cinquième de ces mêmes cinq préceptes.
- Régimes hindous et jaïns : les adeptes de l'hindouisme et du jaïnisme peuvent suivre les régimes lacto-végétariens (bien que la plupart ne le fassent pas car certaines fêtes hindoues exigent de la viande), selon le principe de l'ahimsa (non nocif)[5]. Parmi ces régimes, on peut relever le régime sattvique, lié à l'ayurveda.
- Prescriptions alimentaires islamiques : les musulmans suivent un régime alimentaire composé uniquement d'aliments halal, à savoir permis par l'Islam. L'opposé du terme halal est haram, ce qui signifie aliments interdits par l'islam. Les substances Haraam comprennent l'alcool, le porc et toute viande d'un animal qui n'a pas été tué par la méthode islamique d'abattage rituel (Dhabiha)[33].
- I-tal (ou Ital) : ensemble de principes régissant le régime alimentaire de nombreux membres du mouvement rastafari, prescrivant qu'uniquement des aliments naturels soient consommés. Certains rastafariens interprètent I-tal comme un défenseur du végétarisme ou du véganisme[34].
- Régime casher : la nourriture permise sous Kashrut (ou Cacherout), ensemble des lois alimentaires juives, est nommée casher. Certains aliments ou combinaisons d'aliments ne sont pas casher, en outre le fait de ne pas les préparer conformément au Kashrut rend non-casher des aliments permis[35].
- Adventiste du septième jour : ils associent les règles casher du judaïsme à des interdictions concernant l'alcool et les boissons contenant de la caféine et mettent l'accent sur les aliments complets. Environ la moitié des adventistes sont des lacto-ovo-végétariens[36].
- Parole de sagesse (mormonisme) : section de Doctrine et Alliances, un livre de textes sacrés accepté par les membres de l'Église de Jésus-Christ des Saints des Derniers Jours, incluant des conseils diététiques tels que consommer des plantes saines "en saison", peu de viande et seulement "en hiver ou en cas de famine" et des céréales en tant que "personnel de vie"[37].

## Régimes suivis pour raison médicale
L'intolérance alimentaire ou l'allergie alimentaire ont une incidence sur les choix alimentaires. Il existe également des habitudes alimentaires qui peuvent être recommandées, prescrites ou administrées par des professionnels de la santé pour des personnes ayant des besoins médicaux spécifiques. 
- Régime diabétique : ce terme générique désigne plusieurs régimes recommandés aux diabétiques. La communauté scientifique ne s'accorde pas la nature exacte du régime qui leur convienne le mieux.
- Régime DASH (acronyme anglais pour Approches Diététiques pour Stopper l'Hypertension) : Il est recommandé aux personnes hypertendues de consommer de grandes quantités de fruits, de légumes, de céréales entières et de produits laitiers faibles en gras et d'éviter les aliments sucrés, la viande rouge et les graisses. Il est promu par le Département américain de la santé et des services sociaux, une organisation gouvernementale américaine[38].
- Diète élémentaire : régime médical, dans lequel les aliments sont consommés sous forme liquide pour en faciliter l'ingestion[39].
- Régime d'élimination : c'est une méthode d'identification des aliments qui entraînent des effets indésirables, par élimination[40].
- Régime sans gluten : ce régime interdit les protéines contenant du gluten et qui sont présentes dans l'orge, le seigle et le blé. Il s'agit d'un traitement médical des troubles liés au gluten, notamment la maladie cœliaque, la sensibilité non-cœliaque au gluten, l'ataxie du gluten, la dermatite herpétiforme et l'allergie au blé (en)[41],[42],[43],[44].
- Régime sans gluten ni caséine : outre le gluten, il évite également la caséine, protéine du lait que l'on retrouve également dans les fromages.
- Régime d'épargne rénale: destiné aux personnes souffrant d'insuffisance rénale chronique ou aiguë ou à celles qui n'ont un rein unique[45]. Ce régime est totalement différent de celui préconisé au stade plus grave de la dialyse[46]. Il restreint les excès de protéines qui sont difficiles à métaboliser, mais surtout les aliments et les boissons riches en potassium et en phosphore. Les apports en liquides sont souvent limités, sans être interdits[45],[47].
- Régime cétogène ou Diète cétogène : riche en graisses et très pauvre en glucides, les graisses alimentaires et corporelles constituant la source majeure d'énergie. Il constitue le seul traitement efficace de certaines épilepsies réfractaires aux traitements médicamenteux conventionnels[48].
- Régime liquide : seuls les liquides sont consommés. Souvent administré pour des raisons médicales, comme après un pontage gastrique[49] ou pour éviter la mort par grève de la faim[50].
- Régime à faible teneur en FODMAP : consiste en une restriction globale de tous les glucides facilement fermentables par le microbiote intestinal (FODMAP). Il est souvent utile en début de traitement en cas de colonisation bactérienne chronique de l'intestin grêle (appelé souvent par son acronyme anglais SIBO), pour atténuer les ballonnements et autres inconforts digestifs, avant que le traitement n'ait réussi à réduire la prolifération des bactéries.
- Régime glucidique spécifique : limite la consommation de glucides complexes tels que ceux présents dans les céréales et les sucres complexes. Il est présenté comme un moyen de réduire les symptômes du syndrome du côlon irritable (SCI), de la maladie de Crohn, de la colite ulcéreuse, de la maladie cœliaque et de certaines formes d'autisme.

## Autres régimes
- Régime alcalin : évite notamment les céréales, les produits laitiers, la viande, le sucre, l'alcool, la caféine et les champignons, sources d'acidité métabolique. Ses partisans affirment qu'il est bénéfique pour la santé [51], mais certains considèrent que ces arguments n'ont aucune base scientifique[52].
- Régime groupe sanguin : fondé sur la conviction que le régime alimentaire devrait être modulé en fonction du groupe sanguin[53].
- Manger sainement
- Régime Manger-Propre : composés d'aliments sans conservateur, de protéines maigres et de glucides complexes[54].
- Régime Fit for Life : ne pas combiner protéines et glucides, ne pas boire d'eau au moment des repas et éviter les produits laitiers[55].
- Alimentation dissociée : certains types d'aliments sont délibérément consommés ensemble ou séparément. Par exemple, certains régimes amaigrissants suggèrent que les protéines et les glucides ne devraient pas être consommés au même repas[56].
- Thérapie Gerson : forme de médecine alternative préconisant un régime végétarien pauvre en sel, en gras et qui implique également la prise de suppléments spécifiques. Il a été développé par Max Gerson, qui a prétendu que la thérapie pouvait guérir le cancer et les maladies dégénératives chroniques. Ces affirmations n'ont pas été scientifiquement prouvées et l'American Cancer Society affirme que certains éléments de la thérapie ont provoqué des maladies graves et la mort de certains patients[57].
- Le régime Graham : régime végétarien qui favorise la farine de blé entier et décourage la consommation de stimulants tels que l'alcool et la caféine. Développé par Sylvester Graham au XIXe siècle[58].
- Régime Hay : mis au point par William Howard Hay dans les années 1920, il divise les aliments en groupes séparés et suggère que les protéines et les glucides ne soient pas consommés au même repas[56].
- Régime riche en résidus : de grandes quantités de fibres alimentaires sont consommées, dont les principales sources sont certains fruits, les légumes, les noix et les céréales[59].
- Régime hyperprotéiné : régime amaigrissant hypocalorique, à très faibles apports en glucides afin de diminuer l'insulinémie, tout en déclenchant un état de cétose qui assure un effet anorexigène puissant au bout de 2 ou 3 jours. Il est pauvre en graisses afin de limiter les apports caloriques, mais il doit absolument comporter des apports protéinés suffisants afin de maintenir la masse musculaire, ainsi que toutes les protéines corporelles. En outre la cétose est responsable d'un état de bien être physique et psychique, en plus de la perte quasi totale des sensations de faim, ce qui permet aux patients de supporter sans effort ce régime pourtant très restrictif .
- Régime prise de masse musculaire: de grandes quantités de protéines sont consommées dans le but d'augmenter la masse musculaire, notamment chez les sportifs et surtout ceux pratiquant le culturisme ou la musculation.

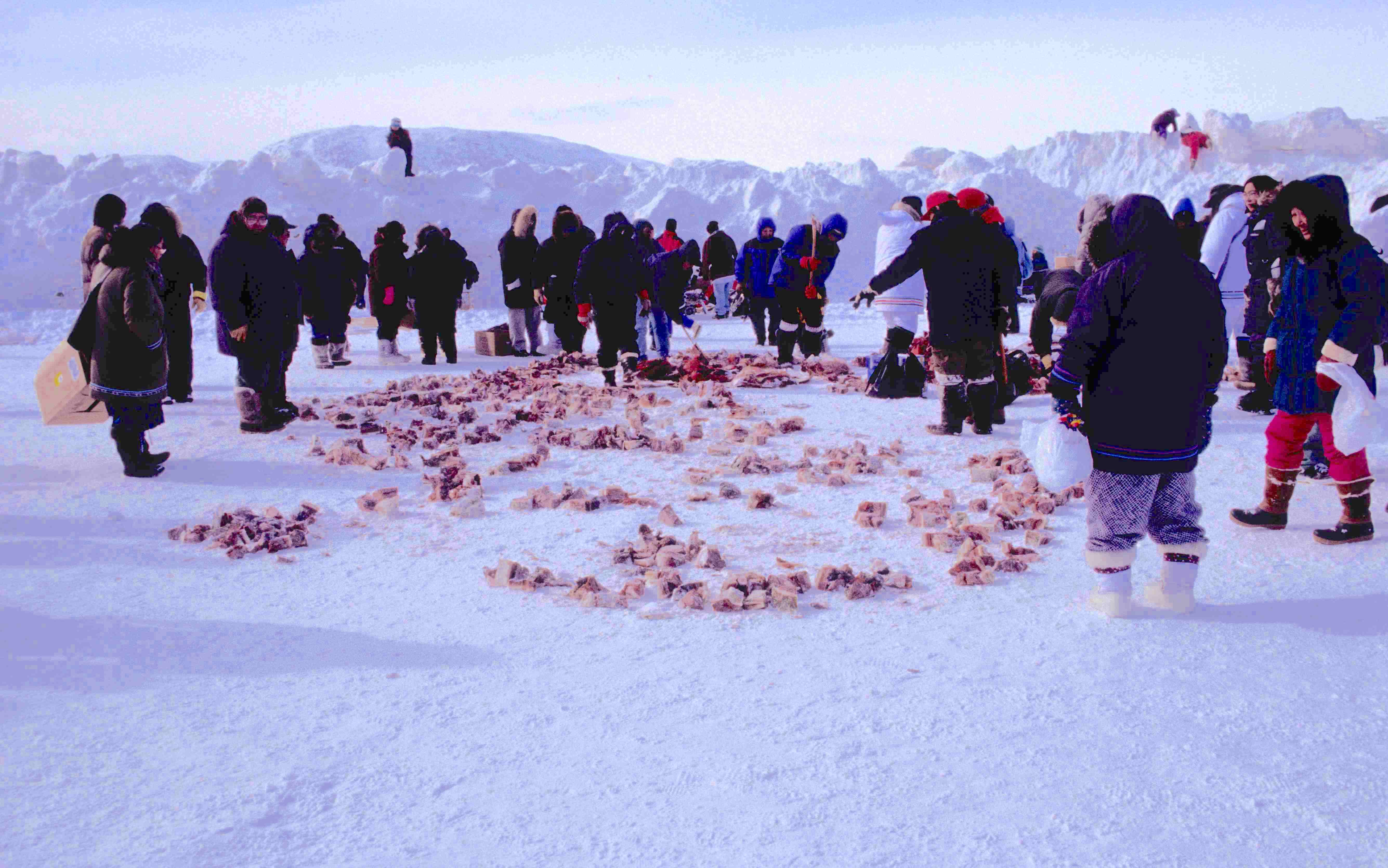
Partage de viande de morse vieilli et congelé entre les familles Inuits.

- Régime alimentaire des Inuits : les Inuits consomment traditionnellement des aliments pêchés, chassés ou cueillis localement; principalement de la viande et du poisson[60].
- Régime Jenny Craig : programme d'amaigrissement qui préconise la consommation d'aliments pré-emballés produits par l'entreprise de Jenny Craig[61].
- Régime locavore ou régime pauvre en carbone : les aliments sont produits, préparés et transportés avec un minimum d'émissions de gaz à effet de serre. Un exemple de cela a été exploré dans le livre 100-Mile Diet, dans lequel les auteurs ne consommaient que des aliments cultivés à moins de 100 miles de leur résidence pendant un an[62]. Les personnes qui consomment des aliments produits localement sont parfois appelées locavores.
- Régime faible en gras
- Régime alimentaire à faible indice glycémique
- Régime pauvre en protéines
- Régime pauvre en sodium
- Régime à faible teneur en soufre

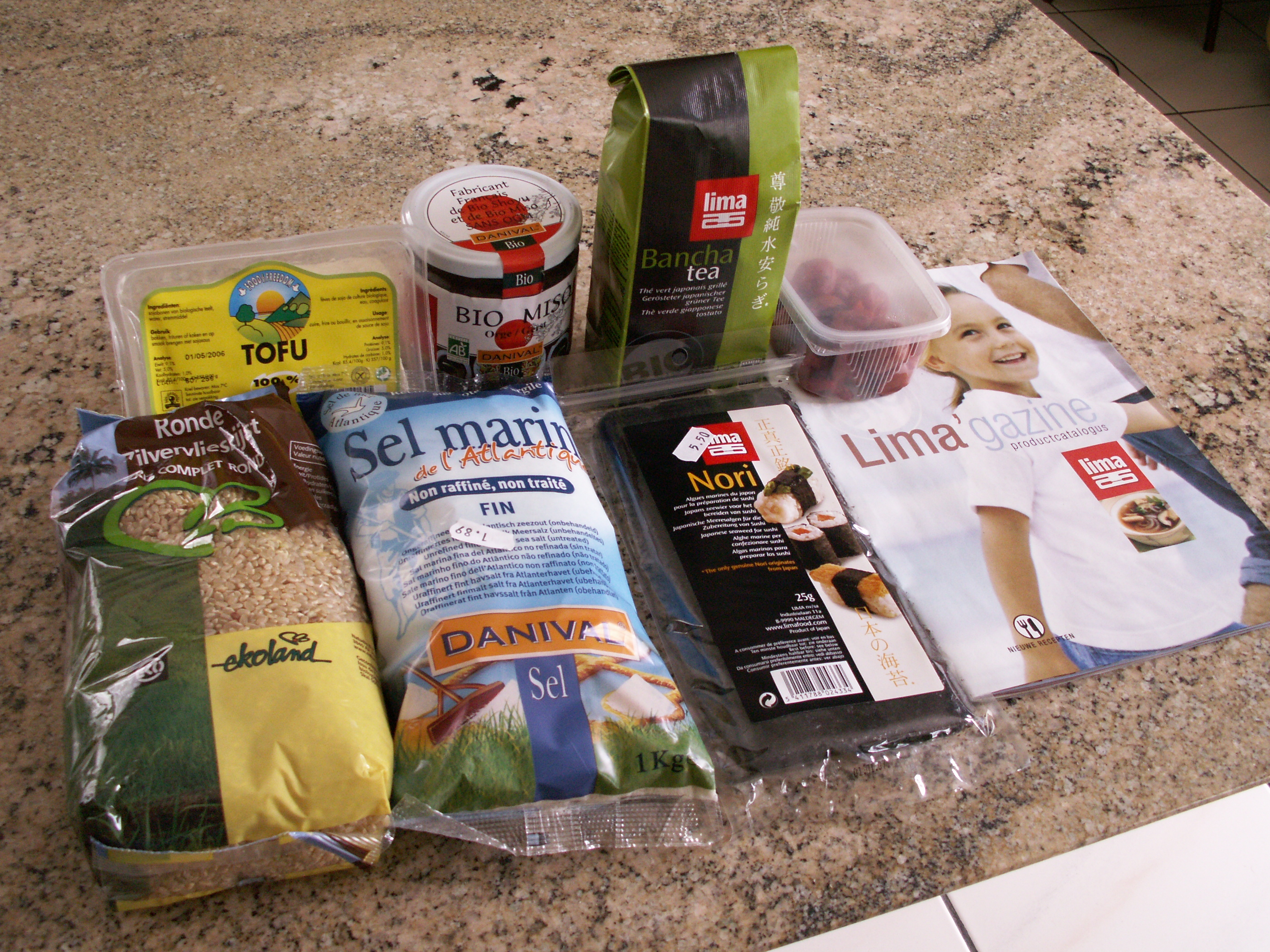
Certains ingrédients macrobiotiques courants.

- Régime macrobiotique : les aliments transformés sont évités, favorisant notamment les céréales, les légumes et les légumineuses[63].
- Régime méditerranéen : régime fondé sur les habitudes de certains pays du sud de l'Europe, dont l'huile d'olive est utilisée comme principale source de graisse[64].
- Régime MIND : combine des recommandations du régime DASH et du régime méditerranéen. Le régime est destiné à réduire la détérioration neurologique telle que la maladie d'Alzheimer[65].
- Régime Montignac : régime amaigrissant caractérisé par une consommation de glucides à faible indice glycémique[66].
- Régime alimentaire négatif en calories : de nombreux régimes amaigrissants prétendent que certains aliments nécessitent plus de calories à être digérés qu'ils n'en fournissent à l'organisme, comme le céleri. Le fondement de cette théorie est contesté[67].
- Régime Okinawa : régime hypocalorique basé sur les habitudes alimentaires traditionnelles des îles Ryukyu, entre Taïwan et l'île principale du Japon, dont les habitants comprennent un très grand nombre de centenaires en excellente santé physique et psychique.
- Régime omnivore : aliments d'origine végétale et animale[68].
- Régime alimentaire biologique : aliments certifiés biologiques, produits sans intrants modernes tels que engrais synthétiques, modifications génétiques, irradiations ou additifs alimentaires synthétiques[69].
- Régime paléolithique : en référence aux habitudes alimentaires des humains à l'époque paléolithique.
- Pain de prison : substitut de repas servi dans certaines prisons des États-Unis à des détenus à qui on ne fait pas confiance pour utiliser des couverts. Sa composition varie selon les établissements et les États, en remplacement de la nourriture standard, tout en fournissant aux détenus tous leurs besoins alimentaires.
- Programme Pritikin pour régime alimentaire et exercice : consommation d'aliments non transformés.
- Crudivorisme : consommation d'aliments crus et non transformés. Souvent associé à un régime végétarien[70], bien que certaines personnes adeptes de la diète crue consomment également de la viande crue[71].
- Régime Scarsdale
- Régime Shangri-La
- Régime minceur monde
- Régime pauvre en glucides
- Smart For Life
- Régime Sonoma : basé sur le contrôle des portions et centré sur la consommation d '«aliments puissants»
- Régime SparkPeople
- Régime éliminant les sucres : met l'accent sur la limitation de la consommation de glucides raffinés, en particulier de sucres[72].
- Régime Patch lingual : recommande de coudre un patch en Marlex sur la langue pour rendre pénible le fait de manger.
- Régime Zone : fractionnement des apports caloriques  (hydrates de carbone / protéines /  lipides) selon un ratio de 40:30:30[73].